# Esporo (revista de agricultura)
Esporo era uma revista editada pelo CTA, Centro Técnico de Cooperação Agrícola e Rural ACP-UE, nas línguas inglesa, francesa e portuguesa. Abrangeu uma grande variedade de temas agrícolas e é amplamente distribuída nos países ACP (África, Caraíbas e Pacífico) e em outros países. Conhecida inicialmente como o Boletim do CTA, mais tarde se identificou como "revista de informação sobre desenvolvimento agrícola e rural nos países ACP". A versão portuguesa deixou de ser publicada em 2016 e as versões inglesa e francesa em 2019, na sequência do fim do Acordo de Cotonu entre a UE e os países ACP.

## Origem
Esporo foi lançada no início de 1986, dois anos após a criação do CTA. Na primeira edição afirma-se que "Mais do que promover a agência que publica a revista, (...) Esporo tem por objetivo assegurar a mais ampla disseminação de informação relevante para o universo agrícola, de modo a fertilizar idéias e a promover a sua germinação. É desta forma prática que Esporo espera participar no processo do desenvolvimento rural."  A primeira edição incluiu artigos sobre gafanhotos, resultados de fertilizantes, banana, aquacultura, casca de arroz para combustível e sorgo. Inicialmente editada em inglês (Spore) e francês (Spore), a revista conta ainda, desde 1993, com uma versão em português para os países ACP, Angola, Cabo Verde, Guiné-Bissau, Moçambique, São Tomé e Príncipe, e Timor-Leste.

## Circulação
A revista era publicada bimestralmente. Foi acompanhado por uma Edição Especial anual que abordou em profundidade um tema específico. Era disponível em versão impressa e online. A versão impressa foi obtida mediante solicitação e gratuitamente para os assinantes dos países ACP. Foram também distribuídas cópias através dos ministérios da agricultura nos países ACP e em parceria com organizações locais, especialmente em locais onde os serviços postais não eram bons. Em alguns países, a revista chegou às áreas mais remotas de forma muito eficaz. Em 2012, a totalidade de impressões das versões nas três línguas situou-se nos 70.000, das quais 53.000 foram enviadas diretamente a assinantes. Estima-se o número de leitores de cada edição em cerca de 300.000, sendo a sua audiência potencial calculada em um milhão.  Inquéritos realizados nos Camarões e no Uganda encontraram diversos exemplos de atividades criadoras de rendimentos que foram inspiradas na revista. É igualmente utilizada em programas de literacia e de educação de adultos. De acordo com o Google Académico,  os artigos da Spore foram citados 83 vezes em publicações académicas até inícios de fevereiro de 2014.

## Reprodução de artigos
Os artigos publicados na Spore podem ser reproduzidos livremente para fins não comerciais, na condição de que a fonte seja mencionada. A reprodução dos artigos da Spore está difundida nos países ACP e outros, sendo os mesmos publicados em jornais nacionais e serviços de comunicação internacionais tais como a Africa Online bem como em diários e sítios Web especializados na temática agrícola, como o City Farmer.

## Conteúdo
Cada edição bimestral contém normalmente 28 páginas, apresentando uma grande reportagem de duas páginas dedicada a um tema específico, que normalmente faz também capa. Seguem-se notícias estruturadas nas seguintes categorias: agricultura, pecuária e pesca, meio ambiente, investigação e negócios e comércio. Destacam-se também uma entrevista a um interveniente na área da agricultura; um "Dossier" detalhado, com 7 páginas, sobre um tema essencial; críticas de publicações sobre agricultura; e ainda notícias sobre as atividades do editor, o CTA.
As últimas Edições Especiais foram dedicadas a: Uma nova visão do comércio (2013); As cadeias de valor agrícolas (2012); Modernização das explorações agrícolas (2011) e População & Agricultura (2010). A Edição Especial de 2014 será dedicada ao tema da agricultura familiar.

## Edições anteriores
Algumas das edições estão disponíveis em CGSPACE, 